# Gustavo Rojo
Gustavo Rojo, nato Gustavo Adolfo Krefeld Sarandí Rojo y Pinto (Oceano Atlantico, 5 settembre 1923 – Città del Messico, 22 aprile 2017), è stato un attore uruguaiano e messicano.

## Biografia
Nasce nel settembre del 1923 sulla nave tedesca Krefeld mentre si trova nell'Oceano Atlantico: la madre era la scrittrice Mercedes Pinto, emigrata in Uruguay per ragioni politiche, il padre era l'avvocato di Quintanar de la Orden Rubén Rojo Martín de Nicolás, suo fratello era l'attore Rubén Rojo, la sorella per parte di madre era l'attrice Pituka de Foronda e un'altra sua sorella era la scrittrice e traduttrice Ana María de Foronda. Venne registrato all'anagrafe di Montevideo, dove trascorse i primi sette anni di vita.
Alla fine degli anni '20 fece il suo debutto teatrale con un testo scritto dalla madre, per poi passare alla radio e poi esordire sul grande schermo nel 1938 nel film cubano Ahora seremos felices, dove Pituka de Foronda aveva un ruolo da protagonista. Negli anni '40, trasferitosi in Messico, partecipò a diversi film e nel 1948 fece il suo debutto a Hollywood nel film Tarzan e le sirene, accanto a Johnny Weissmuller e Brenda Joyce. Lavorò anche nel cinema italiano, spagnolo e tedesco e dalla fine degli anni '50 partecipò a molte serie televisive e telenovele messicane, a partire da Natacha (1970), dove impersonò il dottor Raul Pereyra. Verso la fine della sua carriera recitò anche sul palcoscenico.
Nel 1943 si sposò una prima volta con l'attrice spagnola Mercedes Castellanos, dalla quale rimase vedovo nel 1954. Il secondo matrimonio fu nel 1959 con l'attrice austriaca Erika Remberg, dalla quale divorziò nel 1964. L'anno seguente, e fino alla sua scomparsa, fu sposato con Carmela Stein Bedoya, ex Miss Perù. Dei suoi quattro figli, una sarà anch'essa attrice, Ana Patricia Rojo.

## Filmografia

### Cinema
- Ahora seremos felices, regia di Fred Bain e William Nolte (1938)
- Murallas de pasión, regia di Victor Urruchua (1943)
- Mis hijos, regia di René Cardona (1944)
- Amok, regia di Antonio Momplet (1944)
- Una canción en la noche, regia di René Cardona (1945)
- Corazones de México, regia di Roberto Gavaldon (1945)
- Mamá Inés, regia di Fernando Soler (1945)
- Las colegialas, regia di Miguel Delgado (1946)
- El último amor de Goya, regia di Jaime Salvador (1946)
- Todo un caballero, regia di Miguel Delgado (1947)
- La insaciable, regia di Juan José Ortega (1947)
- Barrio de pasiones, regia di Adolfo Fernandez Bustamante (1948)
- Cortesana, regia di Alberto Gout (1948)
- Tarzan e le sirene (Tarzan and the mermaids), regia di Robert Florey (1948)
- Cuando los padrones se quedan solos, regia di Juan Bustillo Oro (1949)
- Una mujer con pasado, regia di Raphael J. Sevilla (1949)
- Cuando baja la marea, regia di Alfonso Patiño Gómez (1949)
- Café de chinos, regia di Joselito Rodriguez (1949)
- Il grande teschio (El gran calavera), regia di Luis Buñuel (1949)
- Eterna agonía, regia di Julian Soler (1949)
- La virgen desnuda, regia di Miguel Morayta (1950)
- Un grito en la noche, regia di Miguel Morayta (1950)
- El sol sale para todos, regia di Victor Urruchua (1950)
- Te besaré en la boca, regia di Fernando Cortés (1950)
- Yo quiero ser tonta, regia di Eduardo Ugarte (1950)
- La reina del mambo, regia di Ramón Pereda (1951)
- El grito de la carne, regia di Fernando Soler (1951)
- Doña Clarines, regia di Eduardo Ugarte (1951)
- Furia rossa (Furia roja), regia di Victor Urruchua e Steve Sekely (1951)
- Cerca del cielo, regia di Mariano Pombo e Domingo Viladomat (1951)
- La leggenda di Parsifal (Parsifal), regia di Daniel Mangrané e Carlos Serrano de Osma (1952)
- De Madrid al cielo, regia di Rafael Gil (1952)
- Hermano menor, regia di Domingo Viladomat (1953)
- Los que no deben nacer, regia di Agustin Delgado (1953)
- Bajo el cielo de España, regia di Miguel Contreras Torres (1953)
- Borrasca en las almas, regia di Ismael Rodriguez (1954)
- La sobrina del señor cura, regia di Juan Bustillo Oro (1954)
- Tehuantepec, regia di Miguel Contreras Torres (1954)
- La principessa delle Canarie, regia di Paolo Moffa (1954)
- Ángeles de la calle, regia di Agustin Delgado (1954)
- La lupa, regia di Luis Lucia (1955)
- La mujer ajena, regia di Juan Bustillo Oro (1955)
- Alessandro il Grande (Alexander the Great), regia di Robert Rossen (1956)
- I fidanzati della morte, regia di Romolo Marcellini (1957)
- Il bandito dell'Epiro (Action of the Tiger), regia di Terence Young (1957)
- La guerra empieza en Cuba, regia di Manuel Mur Oti (1957)
- Desnúdate, Lucrecia, regia di Tulio Demicheli (1957)
- Secretaria peligrosa, regia di Juan Orol (1958)
- Il romanzo di un giovane povero, regia di Marino Girolami (1958)
- La tirana, regia di Juan de Orduña (1958)
- Parque de Madrid, regia di Enrique Cahen Salaberry (1959)
- María de la O, regia di Ramón Torrado (1959)
- Cominciò con un bacio (It Started with a Kiss), regia di George Marshall (1959)
- Vento di tempesta (The Miracle), regia di Irving Rapper (1959)
- S.O.S., abuelita, regia di Leon Klimovsky (1959)
- Juicio final, regia di José Ochoa (1960)
- Schön ist die Liebe am Königssee, regia di Hans Albin (1961)
- La grande vallata, regia di Angelo Dorigo (1961)
- El amor empieza en sábado, regia di Victorio Aguado (1961)
- Schlagerrevue 1962, regia di Thomas Engel (1961)
- Giulio Cesare contro i pirati, regia di Sergio Grieco (1962)
- Il capitano di ferro, regia di Sergio Grieco (1962)
- Mord in Rio, regia di Horst Hächler (1963)
- I raggi mortali del dottor Mabuse (Die Todensstrachlen des dr. Mabuse), regia di Hugo Fregonese (1964)
- Der Chef wünscht keine Zeugen, regia di Hans Albin e Peter Berneis (1964)
- La battaglia di Fort Apache (Old Shatterhand), regia di Hugo Fregonese (1964)
- I violenti di Rio Bravo  (Der Schatz der Azteken), regia di Robert Siodmak (1965)
- Gengis Khan il conquistatore (Gengis Khan), regia di Henry Levin (1965)
- Il giustiziere del Kurdistan (Durchs wilde Kurdistan), regia di Franz Josef Gottlieb (1965)
- Guntar il temerario (Im Reiche des silbernen Löwen), regia di Franz Josef Gottlieb (1965)
- El marqués, regia di Niels West-Larsen (1965)
- Komm mit zur blauen Adria, regia di Lothar Gündish (1966)
- Django non perdona (Mestizo), regia di Julio Buchs (1966)
- Per un pugno di canzoni, regia di José Luis Merino (1966)
- 7 donne per una strage (Frauen, die durch die Hölle gehen), regia di Rudolf Zehetgruber, Sidney W. Pink e Gianfranco Parolini (1966)
- Kitosch, l'uomo che veniva dal nord (Frontera al sur), regia di José Luis Merino (1967)
- Una strega senza scopa (Una bruja sin scopa), regia di José Maria Elorrieta (1967)
- La mano del destino (El dedo del destino), regia di Richard Rush (1967)
- Lo sceriffo senza stella (Joe Navidad), regia di Sidney W. Pink (1967)
- Muori lentamente... te la godi di più (Mister Dynamit - morgen küßt Euch der Tod), regia di Franz Josef Gottlieb (1967)
- Los 7 de Pancho Villa, regia di José Maria Elorrieta (1967)
- Ragan, regia di Luciano Sacripanti (1968)
- Un dollaro per 7 vigliacchi, regia di Giorgio Gentili (1968)
- La battaglia dell'ultimo panzer, regia di José Luis Merino (1969)
- La vendetta di Gwangi (The Valley of Gwangi), regia di James O'Connolly (1969)
- Bruciatelo vivo! (Land Raiders), regia di Nathan Juran (1969)
- Quei disperati che puzzano di sudore e di morte (Los desesperados), regia di Julio Buchs (1969)
- El niño y el potro, regia di Ramon Torrado (1969)
- El Condor, regia di John Guillermin (1970)
- Ordine delle SS: eliminate Borman! (El último día de la guerra), regia di Juan Antonio Bardem (1970)
- Quello sporco disertore (El hombre que vino del odio), regia di Leon Klimovsky (1971)
- Natacha, regia di Tito Davison (1971)
- Gracia y el forastero, regia di Sergio Riesenberg (1974)
- Hermanos de sangre, regia di Miguel Morayta (1974)
- Divorcio a la andaluza, regia di José Maria Zabalza (1975)
- El compadre más padre, regia di Gilberto Martinez Solares (1976)
- El látigo, regia di Alfredo Crevenna (1978)
- Cuando tejen las arañas, regia di Roberto Gavaldon (1979)
- Reventon en Acapulco, regia di Angel Rodriguez Vasquez (1980)
- La golfa del barrio, regia di Rubén Galindo (1981)
- De puro relajo, regia di Angel Rodriguez Vasquez (1982)
- Corrupción, regia di Ismael Rodriguez (1983)
- Sabor a mí, regia di René Cardona jr. (1986)
- Solicito marido para engañar, regia di Ismael Rodriguez (1987)
- Venganza juvenil, regia di Xorge Noble (1988)
- El cornudo soy yo, regia di Raul Ramirez (1989)

### Televisione
- L'uomo ombra (The Thin Man) – serie TV, episodio 2x22 (1959)
- Lo sceriffo indiano (Law of the Plainsman) – serie TV, episodio 1x03 (1959)
- Carovane verso il west (Wagon Train) – serie TV, un episodio (1959)
- Avventure in paradiso (Adventures in Paradise) – serie TV, un episodio (1960)
- The Millionaire – serie TV, un episodio (1960)
- Bronco – serie TV, un episodio (1960)
- The Man from Blackhawk – serie TV, un episodio (1960)
- Lawman – serie TV, un episodio (1960)
- Vacation Playhouse – serie TV, un episodio (1963)
- Das Kriminalmuseum – serie TV, un episodio (1964)
- No creo en los hombres – serie TV, 3 episodi (1969)
- Simplemente María – serie TV, 3 episodi (1970)
- Natacha – serie TV, 301 episodi (1970-1971)
- El amor tiene cara de mujer – serie TV, un episodio (1971)
- Estación Central – serie TV, 3 episodi (1971)
- ¿Quién? - serie TV, 3 episodi (1973)
- Mundo de juguete – serie TV, un episodio (1974)
- Muñeca – serie TV, 19 episodi (1974)
- La tierra – serie TV, 3 episodi (1974)
- Marcia nuziale (Marcha nuptial) – serie TV, 3 episodi (1977)
- Una mujer – serie TV, 20 episodi (1978)
- Lágrimas de amor – serie TV, 3 episodi (1979)
- Secreto de confesión – serie TV, 20 episodi (1980)
- Una limosna de amor – serie TV, 3 episodi (1981)
- Los Pardaillan – serie TV, un episodio (1981)
- Mañana es primavera – serie TV, 3 episodi (1982)
- Sí, mi amor – serie TV, 3 episodi (1984)
- Pobre señorita Limantour – serie TV, 3 episodi (1987)
- Rosa selvaggia (Rosa salvaje) – serie TV, 8 episodi (1988)
- Claudia, cuore senza amore (Velo negro, velo blanco) – serie TV, 140 episodi (1991)
- María Mercedes – serie TV, un episodio (1993)
- Il dono della vita (Si Dios me quita la vida) – serie TV, 6 episodi (1995)
- Mujer, casos de la vida real – serie TV, 12 episodi (1995-2005)
- La antorcha encendida – serie TV, un episodio (1996)
- Mi querida Isabel – serie TV, un episodio (1996)
- Confidente de secundaria – serie TV, un episodio (1996)
- Salud, dinero y amor – serie TV, un episodio (1997)
- Esmeralda – serie TV, 5 episodi (1997)
- Sin ti – serie TV, un episodio (1997)
- Soñadoras – serie TV, un episodio (1998)
- Cuento de Navidad – serie TV, un episodio (1999)
- Alma rebelde – serie TV, 3 episodi (1999)
- Locura de amor – serie TV, un episodio (2000)
- Por un beso – serie TV, un episodio (2000)
- Carita de ángel – serie TV, 2 episodi (2000)
- Diseñador ambos sexos – serie TV, un episodio (2001)
- La intrusa – serie TV, un episodio (2001)
- Cómplices al rescate – serie TV, 29 episodi (2002)
- La hora pico – serie TV, un episodio (2002)
- Apuesta por un amor – serie TV, 3 episodi (2004-2005)
- Destilando amor – serie TV, 154 episodi (2007)
- Al diablo con los guapos – serie TV, 2 episodi (2007)
- Alma de hierro – serie TV (2008-2009)
- Mañana es para siempre – serie TV, un episodio (2009)
- Corazón salvaje – serie TV, 122 episodi (2009-2010)
- Triunfo del amor – serie TV, 55 episodi (2010-2011)
- Abismo de pasión – serie TV, 4 episodi (2012)
- Qué pobres tan ricos – serie TV, 144 episodi (2013-2014)
- Un camino hacia el destino – serie TV, 84 episodi (2016)
- Servir y proteger – serie TV, 10 episodi (2018) postumo

## Doppiatori italiani
Nelle versioni italiane dei suoi film, Gustavo Rojo è stato doppiato da:
- Pino Locchi in Alessandro il Grande, Giulio Cesare contro i pirati
- Emilio Cigoli ne I fidanzati della morte
- Renato Turi in Cominciò con un bacio
- Nando Gazzolo in Vento di tempesta
- Luciano De Ambrosis in I raggi mortali del dottor Mabuse
- Pino Colizzi ne I violenti di Rio Bravo
- Manlio De Angelis in La battaglia dell'ultimo panzer
- Giorgio Piazza in La vendetta di Gwangi
- Gino La Monica in El Condor
- Orlando Mezzabotta in Marcia nuziale